# Euproctis diploxutha
Euproctis diploxutha är en fjärilsart som beskrevs av Collenette 1939. Euproctis diploxutha ingår i släktet Euproctis och familjen tofsspinnare. Inga underarter finns listade i Catalogue of Life.